# 天馬往来
「天馬往来」（てんまおうらい）は村上元三が「サンデー毎日」で連載した小説、およびそれを原作として1953年9月8日に公開された日本映画。製作は松竹京都撮影所。配給は松竹。モノクロ、スタンダード。 

## スタッフ
- 製作：高木貢一
- 原作：村上元三
- 脚本：若尾徳平
- 音楽：鈴木静一
- 撮影：片岡清
- 監督：内出好吉

## キャスト
- 猪三郎：高田浩吉
- おとせ：高峰三枝子
- 高杉晋作：水島道太郎
- 日柳燕石：竜崎一郎
- 染葉：千秋みつる
- お沢：幾野道子
- おうの：藤代鮎子
- 美馬君田：富本民平
- 順海坊：大友富右衛門
- 勘蔵：山路義人
- 土方才三：田中敬介
- 沖田総司：天野刃一
- 入江九一：中田耕二